# Thạnh Hải
Thạnh Hải là một xã thuộc tỉnh Vĩnh Long, Việt Nam.

## Địa lý
Xã Thạnh Hải có vị trí địa lý:
- Phía đông giáp biển Đông.
- Phía tây giáp xã Thạnh Phú, Vĩnh Long và An Qui.
- Phía nam giáp xã Thạnh Phong.
- Phía bắc giáp xã Tân Thủy, ranh giới là sông Hàm Luông.

Xã Thạnh Hải có diện tích 100,71 km², dân số năm 2025 là 18.261 người, mật độ dân số đạt 181 người/km².

## Lịch sử
Ngày 16 tháng 6 năm 2025, Ủy ban Thường vụ Quốc hội ban hành Nghị quyết số 1687/NQ-UBTVQH15 về việc sắp xếp các đơn vị hành chính cấp xã của tỉnh Vĩnh Long năm 2025. Theo đó, sắp xếp toàn bộ diện tích tự nhiên, quy mô dân số của xã Thạnh Hải và An Điền thành xã mới có tên gọi là xã Thạnh Hải.
Sau khi sáp nhập, xã Thạnh Hải có 100,71 km² diện tích tự nhiên và dân số 18.261 người.